# 田中宏 (実業家)
田中 宏（たなか ひろし、1941年9月23日 - ）は、日本の経営者。クレハ社長、会長を務めた。

## 経歴
東京都出身。1964年に東京大学法学部公法学科を卒業し、同年に呉羽化学工業(のちのクレハ)に入社。1997年6月に取締役に就任し、1999年6月に常務、2001年6月に専務を経て、2003年6月には社長に就任。2007年4月から2010年6月までに会長を務めた。